# Break It Off (Jo Squillo)
Break It Off è un singolo della cantante italiana Jo Squillo, pubblicato il 27 luglio 2017.

## Video musicale
Il videoclip del brano, diretto da Gianni Muciaccia, vede Jo Squillo cantare e ballare la canzone lungo le spiagge di Miami. Il video, anticipato da un teaser trailer pubblicato il 13 luglio 2017, è stato pubblicato sul canale YouTube della cantante lo stesso giorno di pubblicazione della canzone.

## Tracce
Download digitale
1. Break It Off – 3:52